# Nörten-Hardenberg
Nörten-Hardenberg è un comune di 8.343 abitanti della Bassa Sassonia, in Germania.
Appartiene al circondario (Landkreis) di Northeim (targa NOM).